# Корона, Хесус
Хесу́с Мануэ́ль Коро́на Руи́с (исп. Jesús Manuel Corona Ruíz; род. 6 января 1993, Эрмосильо) — мексиканский футболист, полузащитник клуба «Севилья» и сборной Мексики. Участник чемпионата мира 2018 года.

## Клубная карьера

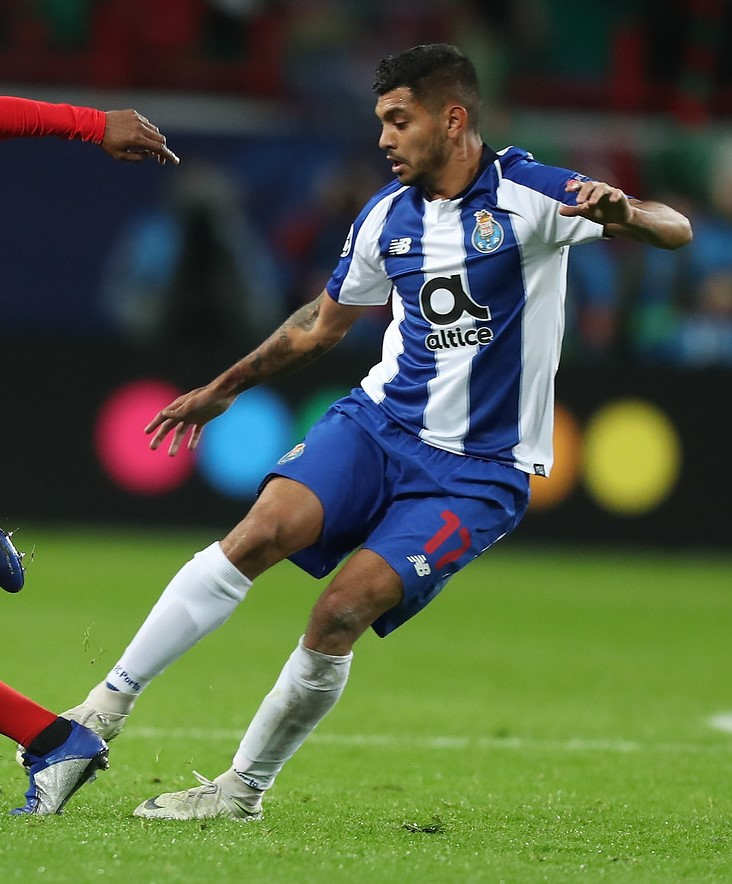
Корона в составе «Порту»

Воспитанник футбольной академии клуба «Монтеррей». 8 августа 2010 года в матче против «Атланте» дебютировал в мексиканской Примере. Больше в сезоне Апертуры 2010 на поле не появлялся, но стал чемпионом в составе «Монтеррея». 8 октября 2011 года в поединке против «Эстудиантес Текос» (3:2) забил свой первый мяч за клуб.
В декабре 2012 года Корона в составе «Монтеррея» принял участие в клубном чемпионате мира. 9 декабря в матче против южнокорейского «Ульсан Хёндэ» (3:1) открыл счет в поединке. 16 декабря в поединке за третье место против египетского «Аль-Ахли» (2:0) забил вновь и обеспечил команде бронзовые медали.
Летом 2013 года Корона перешёл в нидерландский «Твенте». Сумма трансфера составила 3,5 млн евро. 29 сентября в матче против «Гронингена» дебютировал в Эредивизи и забил свой первый гол за новую команду.
Летом 2015 года перешёл в португальский «Порту», подписав контракт на пять лет. Сумма трансфера составила 12 млн евро. 12 сентября в матче против «Ароки» Корона дебютировал в чемпионате и оформил дубль. 23 августа 2016 года в матче квалификационного раунда Лиги чемпионов против итальянской «Ромы» Корона забил гол, который позволил «Порту» выйти в основную сетку турнира. 7 декабря в поединке группового этапа турнира против «Лестер Сити» забил мяч. В 2018 году Корона помог команде выиграть чемпионат. Осенью 2018 года в матчах Лиги чемпионов против московского «Локомотива» отметился забитыми мячами.
В начале 2022 года Корона перешёл в испанскую «Севилью», подписав контракт на 3,5 года. Сумма трансфера 3 млн. евро. 19 января в матче против «Валенсии» он дебютировал в Ла Лиге. 21 апреля в поединке против «Леванте» Хесус сделал «дубль», забив свои первые голы за «Севилью». В августе того же года Корона на тренировке получил серьёзную травму и выбыл на полгода. В 2023 году Хесус стал победителем Лиги Европы, хотя на поле не выходил.

## Карьера в сборной
В 2013 году Корона попал в заявку сборной Мексики на участие в домашнем чемпионате КОНКАКАФ среди молодёжных команд. 20 февраля в матче группового этапа против сборной Кюрасао Корона сделал дубль. 4 марта в финальном поединке против сборной США (3:1) Корона забил гол уже в начале матча и помог своей команде выиграть турнир.
12 ноября 2014 года в товарищеском матче против сборной Нидерландов (3:2) Корона дебютировал за сборную Мексики, заменив во втором тайме Мигеля Эрреру. 31 мая 2015 года в поединке против Гватемалы он забил свой первый гол за сборную.
Летом 2015 года Корона попал в заявку на участие Кубке Америки в Чили. На турнире он сыграл в матчах против сборных Боливии, Чили и Эквадора. В том же году стал обладателем Золотого кубка КОНКАКАФ. На турнире он сыграл в матчах против сборных Кубы, Тринидада и Тобаго, Коста-Рики, Панамы и Ямайки. В финале Корона забил гол в ворота ямайцев.
В 2016 году принял участие в Кубке Америки в США. На турнире он сыграл в матчах против команд Уругвая, Ямайки, Венесуэлы и Чили. В поединке против венесуэльцев Корона забил красивый гол после сольного прохода.
В 2018 году Корона принял участие в чемпионате мира в России. На турнире он сыграл в матчах против команд Южной Кореи и Швеции.
В 2021 году Корона стал серебряным призёром Золотого кубка КОНКАКАФ. На турнире он сыграл в матчах против команд Тринидада и Тобаго, Гватемалы, Сальвадора, Гондураса, Канады и США.

### Голы за сборную Мексики
| #  | Дата            | Место                                            | Противник | Счёт | Результат | Соревнование                      |
| -- | --------------- | ------------------------------------------------ | --------- | ---- | --------- | --------------------------------- |
| 1  | 31 мая 2015     | Мануэль Рейна, Тустла-Гутьеррес, Мексика         | Гватемала | 3:0  | 3:0       | Товарищеский матч                 |
| 2  | 26 июля 2015    | Линкольн Файненшел Филд, Филадельфия, США        | Ямайка    | 2:0  | 3:1       | Золотой кубок КОНКАКАФ 2015       |
| 3  | 17 ноября 2015  | Олимпико Метрополитано, Сан-Педро-Сула, Гондурас | Гондурас  | 0:1  | 0:2       | Квалификация чемпионата мира 2018 |
| 4  | 26 марта 2016   | Би-Си Плэйс, Ванкувер, Канада                    | Канада    | 0:3  | 0:3       | Квалификация чемпионата мира 2018 |
| 5  | 30 марта 2016   | Ацтека, Мехико, Мексика                          | Канада    | 2:0  | 2:0       | Квалификация чемпионата мира 2018 |
| 6  | 14 июня 2016    | NRG-стэдиум, Хьюстон, США                        | Венесуэла | 1:1  | 1:1       | Кубок Америка 2016                |
| 7  | 2 июня 2017     | Метлайф-стэдиум, Ист-Ратерфорд, США              | Ирландия  | 1:0  | 3:1       | Товарищеский матч                 |
| 8  | 13 октября 2020 | Карс Джинс, Гаага, Нидерланды                    | Алжир     | 1:0  | 2:2       | Товарищеский матч                 |
| 9  | 6 июня 2021     | Эмпауэр Филд эт Майл Хай, Денвер, США            | США       | 0:1  | 3:2       | Финал Лиги наций КОНКАКАФ 2021    |
| 10 | 8 сентября 2021 | Роммель Фернандес, Панама, Панама                | Панама    | 1:1  | 1:1       | Чемпионат мира 2022. Квалификация |

## Статистика

### Клубная статистика
По состоянию на 20 марта 2021 года
| Выступление      | Выступление      | Выступление      | Лига | Лига | Кубки | Кубки | Еврокубки | Еврокубки | Остальные | Остальные | Итого | Итого |
| Клуб             | Лига             | Сезон            | Игры | Голы | Игры  | Голы  | Игры      | Голы      | Игры      | Голы      | Игры  | Голы  |
| ---------------- | ---------------- | ---------------- | ---- | ---- | ----- | ----- | --------- | --------- | --------- | --------- | ----- | ----- |
| Монтеррей        | Лига MX          | 2010/2011        | 1    | 0    | 0     | 0     | 2         | 0         | 0         | 0         | 3     | 0     |
| Монтеррей        | Лига MX          | 2011/2012        | 10   | 1    | 0     | 0     | 3         | 1         | 3         | 2         | 16    | 4     |
| Монтеррей        | Лига MX          | 2012/2013        | 26   | 1    | 0     | 0     | 9         | 2         | 0         | 0         | 35    | 3     |
| Монтеррей        | Итого            | Итого            | 37   | 2    | 0     | 0     | 14        | 3         | 3         | 2         | 54    | 7     |
| Твенте           | Эредивизи        | 2013/14          | 15   | 2    | 1     | 0     | 0         | 0         | 0         | 0         | 16    | 2     |
| Твенте           | Эредивизи        | 2014/15          | 27   | 9    | 4     | 2     | 0         | 0         | 0         | 0         | 31    | 11    |
| Твенте           | Эредивизи        | 2015/16          | 4    | 0    | 0     | 0     | 0         | 0         | 0         | 0         | 4     | 0     |
| Твенте           | Итого            | Итого            | 46   | 11   | 5     | 2     | 0         | 0         | 0         | 0         | 51    | 13    |
| Порту            | Лига Сагриш      | 2015/16          | 28   | 8    | 3     | 0     | 8         | 0         | 0         | 0         | 39    | 8     |
| Порту            | Лига Сагриш      | 2016/17          | 29   | 3    | 3     | 1     | 9         | 2         | 0         | 0         | 41    | 6     |
| Порту            | Лига Сагриш      | 2017/18          | 27   | 3    | 6     | 0     | 8         | 0         | 0         | 0         | 41    | 3     |
| Порту            | Лига Сагриш      | 2018/19          | 34   | 3    | 11    | 1     | 8         | 3         | 0         | 0         | 53    | 7     |
| Порту            | Лига Сагриш      | 2019/20          | 33   | 4    | 9     | 0     | 9         | 0         | 0         | 0         | 51    | 4     |
| Порту            | Лига Сагриш      | 2020/21          | 24   | 2    | 8     | 1     | 8         | 0         | 0         | 0         | 40    | 3     |
| Порту            | Итого            | Итого            | 175  | 23   | 40    | 3     | 50        | 5         | 0         | 0         | 265   | 31    |
| Всего за карьеру | Всего за карьеру | Всего за карьеру | 258  | 36   | 45    | 5     | 64        | 8         | 3         | 2         | 370   | 51    |

## Достижения
Клубные
«Монтеррей»
- Чемпионат Мексики по футболу — Апертура 2010
- Клубный чемпионат мира по футболу — 2012

«Порту»
- Чемпионат Португалии по футболу — 2017/2018; 2019/2020
- Кубок Португалии по футболу — 2019/2020
- Суперкубок Португалии по футболу — 2018

 «Севилья»
- Победитель Лиги Европы УЕФА — 2022/23

В сборной
Мексика
- Золотой кубок КОНКАКАФ — 2015

Мексика (до 23)
- Чемпионат КОНКАКАФ среди молодёжных команд — 2013
- Обладатель кубка Льва Яшина 2012

Личные
- Золотой кубок КОНКАКАФ 2015: Приз яркого будущего Scotiabank